# Jay Jiggy
Jay Jiggy (* 30. August 1989 in Offenbach am Main als Janis Daniel Restle) ist ein deutscher Rapper und Webvideoproduzent.

## Werdegang
Jay Jiggy wurde am 30. August 1989 als Janis Daniel Restle in Offenbach am Main geboren. Im Alter von dreizehn Jahren begann er, erste Rap-Texte zu schreiben und sie über kostenlose Instrumentals aufzunehmen. 2008 meldete er sich auf der Online-Plattform Reimliga Battle Arena an. Unter den Pseudonymen „Jayemcee“ und „Jiggy Jayemcee“ absolvierte er 19 Audio-Rap-Battles, von denen er 16 Stück für sich entscheiden konnte. Nachdem er zwischen 2011 und 2014 mehrfach wegen Drogenkonsum und psychischer Probleme in psychosomatischen Kliniken behandelt worden war, begann er sich wieder auf die Musik zu fokussieren. 2015 veröffentlichte er seine erste kostenlose EP Zwischen Narzissmus Und Selbstmitleid, auf der er als Jay Jiggy in Erscheinung tritt. Darüber hinaus beteiligte er sich an dem Hip-Hop-Turnier JuliensBlogBattle des YouTubers Julien Sewering. Im Viertelfinale des Wettbewerbs schied er gegen den späteren Sieger EnteTainment aus.
Ende 2015 folgte seine erste kommerzielle EP Balla Balla. Ohne selbst teilzunehmen, unterstützte er im folgenden Jahr den befreundeten Rapper Pinschmidt im Rahmen des Wettbewerbs JuliensMusicCypher. Heiligabend veröffentlichte er die Fifa Hymne, Vol. 1, die das Konsolenspiel FIFA 17 behandelt. Ab Frühjahr 2017 intensivierte er seine Tätigkeit als YouTuber. Dabei konzentrierte er sich vor allem auf Reaktionsvideos, in denen er Rap-Battles und Musikvideos bespricht. Im selben Jahr erschienen Jay Jiggys erste Singles Was siehst du? und Sie trägt die Nikes. Mit Survivor folgte im Februar 2018 sein Debütalbum, auf dem EnteTainment, Fear und RegenInMir als Gastrapper vertreten sind. Als YouTuber führte er ab 2018 Interviews im Rahmen der Reihe Jiggy wills wissen mit namhaften deutschen Rappern wie Twizzy, Aytee, Melbeatz, EnteTainment, PA Sports, Gio, Kollegah und Kool Savas.
Zur Fußball-Weltmeisterschaft 2018 veröffentlichte er die WM Hymne 2018, dessen Video beim Verein Kickers Viktoria Mühlheim entstanden war. Seine mit dem YouTuber GamerBrother entstandene Fifa Hymne, Vol. 2 avancierte einige Monate später mit knapp zwei Millionen Spotify-Aufrufen zum erfolgreichsten Song des Rappers. Zudem startete er 2019 gemeinsam mit dem als Spoofy bekannten Produzenten Larry Fricke das Coaching-Format Rap-Tutorial XXL. Seitdem produzieren die beiden Künstler unter dem Bandnamen Inbeatables ihre eigenen Beats. Des Weiteren war Jay Jiggy auf den Veröffentlichungen Nordkorea Tape und Frisch aus dem Ofen II von Herr Kuchen vertreten. Im Jahr 2020 präsentierte er jeden Monat eine neue Single mit Musikvideo.

## Rezeption
Das Jugendmagazin Vice listete Jay Jiggys Single WM Hymne 2018 unter seinen fünf „schlimmsten WM-Hymnen“ auf. Zwar könne er rappen und verarbeite gute Ideen, doch wirke er „wie der eine Kumpel, der wegen FIFA ein Loch in seinen Couchtisch geschlagen hat, am Spieltag weint, wenn seine Mannschaft verloren hat, und bei jedem deutschen Länderspiel für die Nationalhymne aufsteht, um mit geschlossenen Augen mitzusingen.“ Positiver äußerte sich die Offenbach-Post. Wenn die „deutsche Nationalmannschaft vor ihrem Spiel gegen Mexiko erstmals bei der Fußball-WM die Nationalhymne“ anstimme, bleibe auch Jay Jiggy nicht stumm. Es klinge lediglich „bei ihm gekonnter.“
Die E-Zine laut.de lobte die Single God Flavour im Frühjahr 2020 als „ganz charmant“. Dagegen kritisierte das Musikmagazin die Reaktionsvideos des YouTubers. Jay Jiggy sehe sich Videos an, um seiner Zielgruppe zu erzählen, „was die dazu hören“ wolle. Exemplarisch bemängelt die Seite seinen Umgang mit dem Song Geh dein Weg von KC Rebell, Summer Cem und Loredana. So halte er „eine ganze Beowulf-Ansprache darüber, wie wack und poppig Rap geworden“ sei. Obwohl er eigentlich seinen „Ersteindruck von dem Song zeigen“ wolle, breche er bereits „in Hassreden aus, bevor auch nur die erste Zeile gesungen“ worden sei.

## Diskografie

### Alben
| Jahr | Titel                                 | Höchstplatzierung, Gesamtwochen, AuszeichnungChartsChartplatzierungen (Jahr, Titel, Platzierungen, Wochen, Auszeichnungen, Anmerkungen, Frontcover) | Anmerkungen                                | Frontcover |
| Jahr | Titel                                 | DE | Anmerkungen                                | Frontcover |
| ---- | ------------------------------------- | --- | ------------------------------------------ | ---------- |
| 2015 | Zwischen Narzissmus und Selbstmitleid | — | Erstveröffentlichung: 2015 EP              |            |
| 2015 | Balla Balla                           | — | Erstveröffentlichung: 25. Dezember 2015 EP |            |
| 2018 | Survivor                              | — | Erstveröffentlichung: 1. Februar 2018      |            |
| 2020 | Made It                               | — | Erstveröffentlichung: 20. Dezember 2020    |            |
| 2021 | Made It                               | — | Erstveröffentlichung: 3. September 2021 EP |            |
| 2023 | Minus EP                              | — | Erstveröffentlichung: 5. Mai 2023 EP       |            |
| 2024 | Incredible                            | DE9 (1 Wo.)DE | Erstveröffentlichung: 3. Mai 2024          |            |

### Singles
| Jahr | Titel Album                    | Anmerkungen | Frontcover |
| ---- | ------------------------------ | --- | ---------- |
| 2016 | Fifa Hymne Vol. 1 –            | Erstveröffentlichung: 20. Dezember 2016                                                                            |            |
| 2017 | Was siehst du? Survivor        | Erstveröffentlichung: 1. April 2017                                                                                |            |
| 2017 | Sie trägt die Nikes –          | Erstveröffentlichung: 4. August 2017                                                                               |            |
| 2018 | WM Hymne 2018 –                | Erstveröffentlichung: 11. Juni 2018                                                                                |            |
| 2019 | Fifa Hymne Vol. 2 –            | Erstveröffentlichung: 1. Januar 2019                                                                               |            |
| 2019 | Mann im Mond –                 | Erstveröffentlichung: 22. März 2019                                                                                |            |
| 2020 | Burnout 2020                   | Erstveröffentlichung: 1. Januar 2020                                                                               |            |
| 2020 | D.L.O.K. 2020                  | Erstveröffentlichung: 1. Februar 2020                                                                              |            |
| 2020 | Wunderbäumchen 2020            | Erstveröffentlichung: 1. März 2020                                                                                 |            |
| 2020 | God Flavour 2020               | Erstveröffentlichung: 1. April 2020                                                                                |            |
| 2020 | LMS 2020                       | Erstveröffentlichung: 1. Mai 2020                                                                                  |            |
| 2020 | Big Ridaz –                    | Erstveröffentlichung: 9. Mai 2020                                                                                  |            |
| 2020 | Fvck Dat 2020                  | Erstveröffentlichung: 1. Juni 2020                                                                                 |            |
| 2020 | Gedanken 2020                  | Erstveröffentlichung: 1. Juli 2020                                                                                 |            |
| 2020 | Isso 2020                      | Erstveröffentlichung: 1. August 2020                                                                               |            |
| 2021 | Bös Made It                    | Erstveröffentlichung: 7. Mai 2021                                                                                  |            |
| 2021 | This Way Made It               | Erstveröffentlichung: 9. Juli 2021                                                                                 |            |
| 2021 | LMAA Made It                   | Erstveröffentlichung: 23. Juli 2021                                                                                |            |
| 2021 | Lang her Made It               | Erstveröffentlichung: 6. August 2021                                                                               |            |
| 2021 | Made It                        | Erstveröffentlichung: 20. August 2021                                                                              |            |
| 2021 | Nie Wieder Plus EP             | Erstveröffentlichung: 17. Dezember 2021                                                                            |            |
| 2021 | Intro Plus EP                  | Erstveröffentlichung: 24. Dezember 2021                                                                            |            |
| 2021 | Plus Plus EP                   | Erstveröffentlichung: 31. Dezember 2021                                                                            |            |
| 2022 | Drip like Water Plus EP        | Erstveröffentlichung: 4. Februar 2022                                                                              |            |
| 2022 | Matrix Plus EP                 | Erstveröffentlichung: 3. März 2022                                                                                 |            |
| 2022 | 100% Plus EP                   | Erstveröffentlichung: 22. April 2022                                                                               |            |
| 2023 | Kubanische Zigarre Incredible  | Erstveröffentlichung: 10. November 2023 feat. Kollegah; #14 der deutschen Single-Trend-Charts am 17. November 2023 |            |
| 2023 | Duck Down Incredible           | Erstveröffentlichung: 8. Dezember 2023 feat. TJ_beastboy                                                           |            |
| 2024 | Real Eyez Incredible           | Erstveröffentlichung: 5. April 2024                                                                                |            |
| 2024 | Wenn Es Dunkel Wird Incredible | Erstveröffentlichung: 19. April 2024 feat. Azad (Rapper)                                                           |            |
| 2024 | Wir Vermissen Dich/HRNSHN      | Erstveröffentlichung: 4. Oktober 2024                                                                              |            |

### Gastbeiträge
Als Feature
- 2016: Im Modus von Pinschmidt (feat. Jay Jiggy)
- 2016: Pinni und Jay von Pinschmidt (feat. Jay Jiggy)
- 2017: Berlin, du bist wunderbar von Spoofy (feat. Jay Jiggy)
- 2018: Attitude Cypher Volume 1 von Attitude Movement (Punch Arogunz, Twizzy, Cashisclay, IDC, Prekiller, Kasi Abztrakkt, Kaot Kraftstoff & Atrx) (feat. Jay Jiggy & Daniel Gun)
- 2019: Kollabo von Zisar (feat. Jay Jiggy, Herr Kuchen, MiZeb, Kankama, 4Tune, Deetox Vengeance, Jack von Crack, Gio & Raportagen)
- 2019: Auf Knopfdruck von Herr Kuchen (feat. Jay Jiggy)
- 2019: Roter Faden von Herr Kuchen (feat. Jay Jiggy)
- 2019: Siffmaul & Snitch von Twizzy (feat. Jay Jiggy)
- 2022: WAV3 von Neo Unleashed (feat. Jay Jiggy)
- 2023: Meine Lieblingsrapper/innen von Der Asiate (feat. Punch Arogunz, Cashisclay, Twizzy, Pikayzo, M.i.k.i., Seyed, B-Tight, Bo Derah, Steasy, Jindo109, Keule257, Entetainment, Blumio, Blokkmonsta, 257ers, Richter, Nyle, nulldrei, Jay Jiggy, Poca, Flaiz, Rhymin Simon, Swiss, Dame, Silla, Die P, 4Tune, Kitty Kat, HeXer, Olli Banjo, Cr7z, Moe Mitchell)

Als Skit
- 2021: Gut<Besser<Ich von TJ_beastboy